# Anèmia ferropènica
L'anèmia ferropènica és una anèmia (habitualment microcítica) per dèficit de ferro. El ferro és necessari en la formació de les hematies, concretament per l'hemoglobina (la proteïna que transporta l'oxigen). L'organisme recicla el ferro; quan els glòbuls vermells moren, el ferro present torna a la medul·la òssia, on s'ha format, per ser reutilitzat en la formació de nous glòbuls vermells.

## Història natural

### Ferropènica latent
L'anèmia ferropènica comença amb una desaparició de les reserves de ferro. Això provoca que hi hagi una disminució de la siderèmia (concentració de ferro en sang) i com a conseqüència una disminució de la transferrina (proteïna que transporta el ferro). Durant aquesta etapa, no es presenta ni anèmia ni microcitosi (abundància d'hematies d'una mida més petita de la normal).

### Eritropoesi ferropènica
Es dona una absència total del ferro molecular, produint així una disminució dels sideroblasts (síntesi de l'hemoglobina) i un agreujament de la siderèmia i de la ferritina.

### Anèmia ferropènica
En l'estat final es dona un descens de l'hemoglobina, microcitosi, hipocromia (les hematies i, per tant, la sang perd el seu color vermellós degut a la pèrdua d'hemoglobina) i una disminució més gran de la siderèmia i la ferritina.

## Causes
Les causes de l'anèmia ferropènica poden ser diverses: pèrdues de sang (hemorràgies), dèficit nutricional (una dieta baixa en ferro), disminució de l'absorció de ferro (per gastrectomia o per síndromes de mala absorció del ferro) o perquè n'augmenten les necessitats, com és el cas en la lactància, l'adolescència o l'embaràs.
L'anèmia ferropènica causada per hemorràgies pot ser aguda o crònica. És aguda quan la causa és una pèrdua de sang per un traumatisme o una intervenció quirúrgica. Per altra banda, la causa més important de la deficiència de ferro a tot el món de manera crònica són les helmintosis intestinals. El 2012, les estimacions de la infecció d'helmints en la població mundial (d'uns 6 milions) oscil·lava entre un mínim de 1.000 milions d'éssers humans a un màxim de 5.000. Altres tipus d'anèmia crònica freqüent poden tenir origen en l'aparell digestiu (hemorroides sagnants, gastritis crònica, úlcera pèptica, càncer colorectal, etc.), l'aparell reproductiu femení (polimenorrea, metrorràgia) o en l'aparell urogenital (càncer de bufeta).

## Manifestacions clíniques
Els principals símptomes de l'anèmia ferropènica són la pal·lidesa, per reducció de l'oxihemoglobina en la pell o les membranes mucoses; l'augment de la fatiga per falta l'oxigen, i dispnea, si l'anèmia és important. Altres símptomes poden ser l'acceleració de la caiguda del cabell; ungles fràgils, seques i planes; coiloníquia (ungles en cullera); glossitis (inflamació de la llengua) amb dificultat en la deglució; ràgedes (talls a la llengua), i ressecament de la pell.

## Tractament
Quan s'ha diagnosticat l'anèmia ferropènica i s'ha establert la seva causa, es procedirà a la correcció d'aquesta. Si l'anèmia és molt intensa, pot ser que es decideixi iniciar el tractament amb una transfusió de sang, tot i que no acostuma a ser necessari. En la majoria dels casos, serà suficient administrar ferro per a que la medul·la òssia es recuperi. Hi ha diferents tipus de suplements de ferro, administrats per via oral o intravenosa; tot i que habitualment, es prefereix la primera via.
Al mercat hi ha diferents preparats de ferro per ser presos per via oral. Les sals ferroses són les més barates i efectives, tot i que algunes persones les toleren malament. Altres preparats com les sals fèrriques o compostos de ferritina, s'acostumen a tolerar millor, tot i que s'absorbeixen menys. Ocasionalment pot ser convenient l'administració de ferro sacarosa (Venofer®, Feriv®, Hierro sacarosa®) per via endovenosa. Quan s'ingereix, el ferro s'absorbeix en les primeres parts de l'intestí prim.
El tractament es pot iniciar prenent la medicació amb les menjades. Ara bé, per una absorció màxima, el suplement de ferro s'ha de prendre mínim una hora abans o després de les menjades i dos hores en el cas dels antiàcids. Si la medicació es pren juntament amb vitamina C, com la que trobem al suc de taronja, augmenta l'absorció del ferro. D'altra banda, el té, el cafè, els cereals i les dietes riques en fibra poden disminuir-ne l'absorció.
Tenint en compte la baixa biodisponibilitat del ferro de les salts inorgàniques, els llevats o els cereals enriquits amb ferro, poden esdevenir estratègies alternatives per pal·liar la deficiència de ferro. A més a més, aquests tractaments poden no ser tant irritants com els preparats de ferro orals. Per incrementar encara més l'absorció del ferro, i millorar el tractament, s'està estudiant l'estratègia innovadora d'expressar la ferritina en llevat.
Els complexos de ferritina, que tenen els animals i les plantes, permeten acumular, eliminar o neutralitzar l'excés de ferro cel·lular. Ara bé, els llevats no tenen aquest complexes, ja que utilitzen els vacúols per emmagatzemar el ferro sobrant. Per fer possible aquesta estratègia innovadora, s'utilitza enginyeria genètica per inserir i expressar el gen de la ferritina al llevat.